# Monique Desroches
Monique Desroches (* 18. März 1948 in Grand-Mère/Québec) ist eine kanadische Musikpädagogin und Hochschullehrerin.

## Leben
Desroches war während ihres Musikstudiums an der École Vincent-d'Indy von 1968 bis 1974 Mitglied und Managerin der auf Songs aus Frankreich und Québec spezialisierten Gruppe Les Contretemps, mit der sie in Kanada und im Ausland auftrat und zwei LPs produzierte. Sie studierte Musikethnologie an der Universität Montreal und promovierte 1986 mit einer Arbeit über rituelle Musik auf Martinique. Anschließend absolvierte sie ein Postgraduiertenstudium an der School of Oriental and African Studies der University of London und an der Université d'Aix-Marseille. 
Von 1979 bis 1986 war sie Mitarbeiterin des  Centre de recherches Caraïbes an der Universität Montreal, von 1984 bis 1989 Managerin des Projekts Cueillette de musique traditionnelle des Conseil régional de la Martinique. Seit 1988 ist sie Professorin für Musikethnologie an der Universität Montreal. Dort baute sie eine Sammlung von Musikinstrumenten auf, die heute mehr als 550 Instrumente umfasst und gründete 2005 das Laboratoire de recherche sur les musiques du monde und 2010 das Laboratoire d'ethnomusicologie et d'organologie. 
1990 wurden sie und Marie-Thérèse Lefebvre Direktorinnen des UNESCO-Projekts Formation, coopération et promotion des traditions orales musicales (Africa and Indian Ocean). Seit 2010 leitet sie mit Luc Charles-Dominique von der Universität Côte d’Azur in Nizza  und Yves Defrance vom Konservatorium Rennes bei den Éditions L'Harmattan die Collection Musiques et Anthropologies, mit Charles-Dominique außerdem CARGO ein Forschungsnetzwerk zur kreolischsprachigen Karibik und den Inseln im Indischen Ozean.

## Schriften
- Tambours de dieux 1996
- Construire le savoir musical (mit Ghyslaine Guertin), 2003
- Construire le savoir musical,  2003
- L'Inde dans les Arts de la Guadeloupe et de la Martinique (mit Jean Benoist, Gerry L’Étang, F. Ponaman), 2004
- Territoires musicaux mis en scène : tourisme, performances, patrimoines (mit Marie-Hélène Pichette, Claude Dauphin, G. Smith), 2011
- Lévi-Strauss, homme de sens et de paradoxe, 2011